# Monticello (Kentucky)
Monticello és una població dels Estats Units a l'estat de Kentucky. Segons el cens del 2000 tenia 5.981 habitants.

## Demografia
Segons el cens del 2000, Monticello tenia 5.981 habitants, 2.508 habitatges, i 1.635 famílies. La densitat de població era de 379,8 habitants/km².
Dels 2.508 habitatges en un 31,3% hi vivien nens de menys de 18 anys, en un 46,7% hi vivien parelles casades, en un 14,9% dones solteres, i en un 34,8% no eren unitats familiars. En el 31,7% dels habitatges hi vivien persones soles el 16% de les quals corresponia a persones de 65 anys o més que vivien soles. El nombre mitjà de persones vivint en cada habitatge era de 2,33 i el nombre mitjà de persones que vivien en cada família era de 2,91.
Per edats la població es repartia de la següent manera: un 25% tenia menys de 18 anys, un 9,7% entre 18 i 24, un 25,9% entre 25 i 44, un 21,9% de 45 a 60 i un 17,4% 65 anys o més.
L'edat mediana era de 36 anys. Per cada 100 dones de 18 o més anys hi havia 84,5 homes.
La renda mediana per habitatge era de 17.423 $ i la renda mediana per família de 24.460 $. Els homes tenien una renda mediana de 28.638 $ mentre que les dones 19.259 $. La renda per capita de la població era d'11.855 $. Entorn del 29,2% de les famílies i el 34,1% de la població estaven per davall del llindar de pobresa.

## Poblacions més properes
El següent diagrama mostra les poblacions més properes.